# Tour de France 2023/5. Etappe
Die 5. Etappe der Tour de France 2023 fand am 5. Juli 2023 statt und führte die 110. Austragung in die Pyrenäen. Die Strecke startete in Pau und führte über 162,7 Kilometer nach Laruns. Mit dem Col de Soudet, Col d’Ichère und Col de Marie-Blanque wurden drei Pässe überquert. Nach der Zielankunft hatten die Fahrer insgesamt 928,9 Kilometer absolviert, was 27,2 % der Gesamtdistanz der Rundfahrt entspricht.
Den Etappensieg sicherte sich Jai Hindley (Bora-hansgrohe) der Teil der Ausreißergruppe war. Zudem übernahm der Australier das Gelbe Trikot von Adam Yates (UAE Team Emirates). Die Entscheidung fiel im Anstieg des Col de Marie-Blanque, rund 20 Kilometer vor dem Ziel.

## Streckenführung
Der neutralisierte Start erfolgte in Pau vor der Caserne Bernadotte auf dem Place Verdun. Auf den ersten Kilometern führte die Strecke vom Parc Lawrence zum Parc Beaumont, wo der Beaumont Palast erreicht wurde. Auf weiterer Fahrt passierte das Peloton das Schloss Pau und überquerte über die Pont d’Espagne die Ousse des Bois. Nach 8,9 Kilometern wurde das Rennen auf der D-802 kurz vor Laroin freigegeben.
Nach dem offiziellen Start waren die ersten 70 Kilometern auf leicht hügligem Terrain zu fahren. Die Strecke führte durch Lasseube, Oloron-Sainte-Marie und Aramits nach Lanne-en-Barétous, wo bei Kilometer 48,8 der Zwischensprint ausgefahren wurde. Im Anschluss ging es über Montory nach Licq-Athérey, ehe die Straße allmählich zu steigen begann und auf den Col de Soudet (1540 m) führte, der bei Kilometer 87,5 überquert wurde. Die 15,2 Kilometer lange Westauffahrt über Sainte-Engrâce weist eine durchschnittliche Steigung von 7,2 % auf, wobei in der zweiten Hälfte Abschnitte von bis zu 12 % erreicht werden. Auf der Passhöhe wurde eine Bergwertung „hors catégorie“ abgenommen. Die anschließende Abfahrt führte auf der D132 nach Arette, ehe ein kurzes Flachstück nach Lourdios-Ichère folgte. Hier begann die Straße erneut zu steigen und führte auf den Col d’Ichère (674 m), der auf einer Länge von 4,2 Kilometern eine Durchschnittsteigung von 7 % aufweist und als Anstieg der 3. Kategorie klassifiziert ist. Nachdem die Kuppe bei Kilometer 124,8 überquert wurde, führte die Abfahrt nach Escot, wo der Schlussanstieg auf den Col de Marie-Blanque (1035 m) folgte.
Der Col de Marie-Blanque führt für 7,7 Kilometer im Schnitt mit 8,6 % bergauf. Auf den letzten vier Kilometern liegt die Durchschnittsteigung bei mehr als 10 %, wobei Abschnitte von über 13 % erreicht werden. Auf der Kuppe, die bei 18,5 Kilometer vor dem Ziel überquert wurde, erfolgte neben einer Bergwertung der 1. Kategorie auch ein Bonussprint, ehe eine schnelle Abfahrt über Bilhères nach Bielle führte. Auf den letzten 7,3 Kilometern führt die D934 leicht ansteigend über Gère-Bélesten zum Zielort Laruns, wo sich das Ziel in der Nähe der Kreuzung zur D240E befand.
|                              | Ort                  | Kilometer | Länge (km) | Höhe (m) | Ø Steigung |
| ---------------------------- | -------------------- | --------- | ---------- | -------- | ---------- |
| neutralisierter Start        | Pau                  | −8,9      |            |          |            |
| offizieller Start            | Laroin (D-802)       | 0         |            |          |            |
| Zwischensprint               | Lanne-en-Barétous    | 48,8      |            |          |            |
| Bergwertung (hors catégorie) | Col de Soudet        | 87,5      | 15,2       | 1540     | 7,2 %      |
| Bergwertung (3. Kategorie)   | Col d’Ichère         | 124,8     | 4,2        | 674      | 7 %        |
| Bergwertung (1. Kategorie)   | Col de Marie-Blanque | 144,2     | 7,7        | 1035     | 8,6 %      |
| Bonussprint                  | Col de Marie-Blanque | 144,2     | 7,7        | 1035     | 8,6 %      |
| Ziel                         | Laruns               | 162,7     |            |          |            |

## Rennverlauf

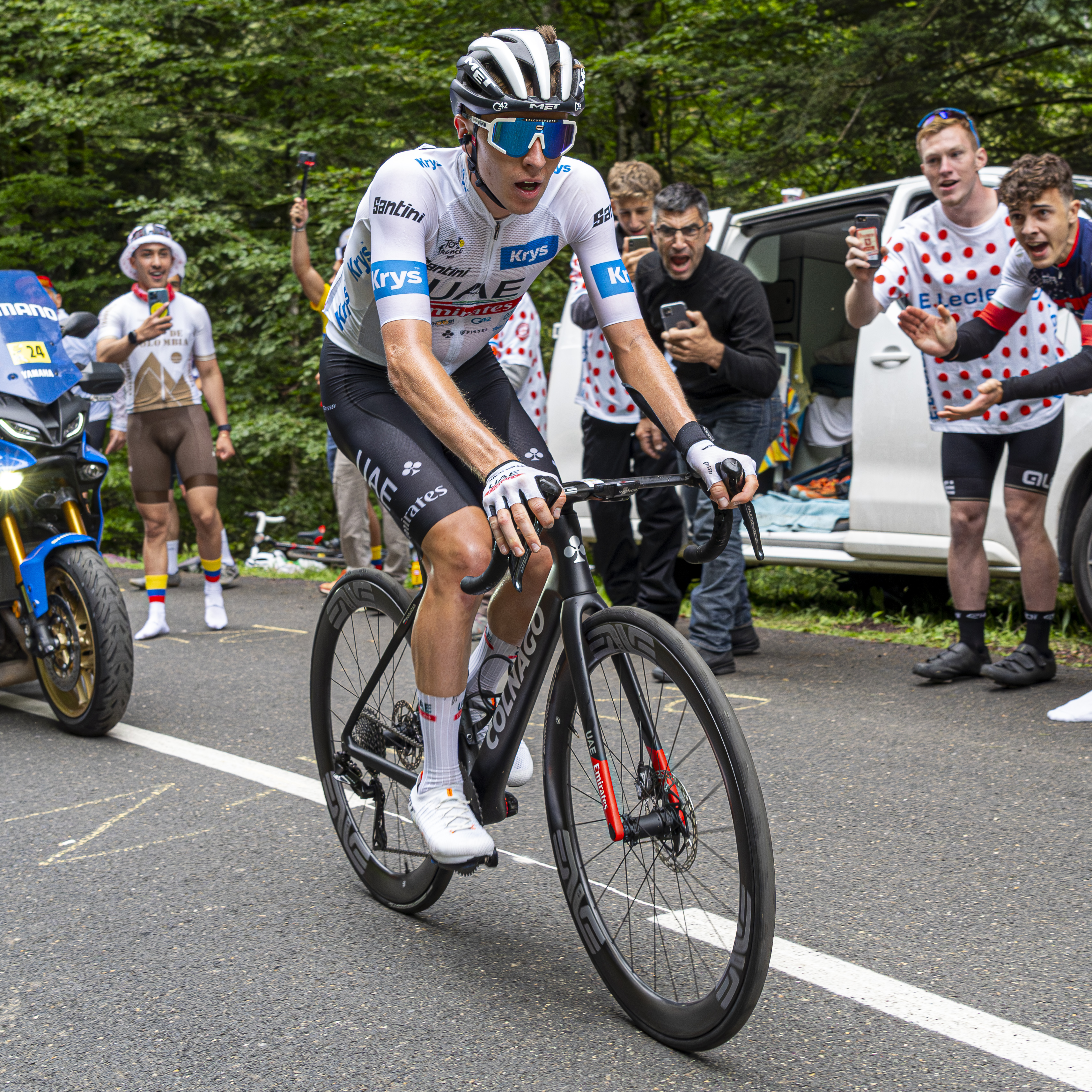
Tadej Pogačar im Anstieg des Col de Marie-Blanque

Mit Luis León Sánchez (Astana Qazaqstan) und Jacopo Guarnieri (Lotto Dstny) nahmen zwei Fahrer die Etappe nach Stürzen am Vortag nicht in Angriff. Nach dem offiziellen Start versuchten sich mehrere Fahrer vom Hauptfeld abzusetzen, was zu einer hektischen und unübersichtlichen Anfangsphase führte. Mit Mattias Skjelmose Jensen und Quinn Simmons (beide Lidl-Trek) kamen zwei Fahrer zu Sturz, die das Rennen jedoch vorsetzen konnten. Nach rund 30 Kilometern bildete sich eine 36 Fahrer umfassende Ausreißergruppe in der mit Jai Hindley (Bora-hansgrohe), der Gesamtsieger des Giro d’Italia 2022 vertreten war. Zudem wies der Australier im Gesamtklassement einen Rückstand von nur 22 Sekunden auf. Vor dem ersten Zwischensprint setzten sich Wout van Aert (Jumbo-Visma), Victor Campenaerts (Lotto Dstny), Mads Pedersen (Lidl-Trek) und Bryan Coquard (Cofidis) von der großen Ausreißergruppe ab und erreichten kurz drauf den Zwischensprint in Lanne-en-Barétous. Hier sicherte sich Bryan Coquard vor Mads Pedersen und Wout van Aert die meisten Punkte, ehe er sich wieder zurückfallen ließ. Unterdessen war der Vorsprung der großen Ausreißergruppe auf über zwei Minuten angewachsen.
Im Anstieg des Col de Soudet wurden Wout van Aert, Victor Campenaerts und Mads Pedersen von ihren ehemaligen Fluchtgefährten gestellt, während das UAE Team Emirates die Nachführarbeit im Hauptfeld übernahm. Kurz vor der Kuppe griff Felix Gall (AG2R Citroën) in der Spitzengruppe an und sicherte sich die erste Bergwertung der Hors Catégorie. Nach der anschließenden Abfahrt formierte sich die Ausreißergruppe erneut, in der nun folgende Teams (geordnet nach dem bestplatzierten Fahrer in der Gesamtwertung) vertreten waren: Wout van Aert, Tiesj Benoot (beide Jumbo-Visma), Jai Hindley, Emanuel Buchmann (beide Bora-hansgrohe), Giulio Ciccone, Juan Pedro López (beide Lidl-Trek), Harold Tejada (Astana Qazaqstan), Clément Berthet, Felix Gall, Aurélien Paret-Peintre (alle AG2R Citroën), Valentin Madouas (Groupama-FDJ), Jack Haig (Bahrain Victorious), Julian Alaphilippe (Soudal Quick-Step), Victor Campenaerts, Maxim Van Gils (beide Lotto Dstny), Mathieu Burgaudeau (TotalEnergies), Esteban Chaves, Rigoberto Urán (beide EF Education-EasyPost), Chris Hamilton (DSM-Firmenich), Daniel Felipe Martínez, Omar Fraile (beide Ineos Grenadiers), Gregor Mühlberger, Matteo Jorgenson (beide Movistar) und Krists Neilands (Israel-Premier Tech). 53 Kilometer vor dem Ziel griff Krists Neilands in der Fluchtgruppe an und setzte sich als Solist an die Spitze des Rennens. Nach weiteren zehn Kilometern lösten sich auch Wout van Aert und Julian Alaphilippe von der Ausreißergruppe und schlossen nach der Passhöhe des Col d’Ichère zu Krists Neilands auf. Das Trio erreichte den Fuß des Col de Marie-Blanque mit einem Vorsprung von rund 30 Sekunden. Das Hauptfeld lag unterdessen rund drei Minuten zurück.
Die Entscheidung im Kampf um den Etappensieg fiel im Anstieg des Col de Marie-Blanque. Nachdem das Spitzentrio auf den ersten Kilometern der Auffahrt eingeholt wurde, setzten sich mit Jai Hindley und Felix Gall zwei Fahrer von den restlichen Ausreißern ab. Rund eineinhalb Kilometer vor der Passhöhe konnte Felix Gall dem Tempo von Jai Hindley nicht mehr folgen, der sich neben den Punkten im Kampf um die Bergwertung auch acht Bonussekunden sicherte. Im Hauptfeld hatte unterdessen das Team Jumbo-Visma die Führungsarbeit im Schlussanstieg übernommen. Als Sepp Kuss (Jumbo-Visma) das Tempo für seinen Kapitän Jonas Vingegaard forcierte, konnte einzig Tadej Pogačar (UAE Team Emirates) am Hinterrad des Duos bleiben. Im oberen Teil des Anstiegs griff Jonas Vingegaard an und distanzierte mit Tadej Pogačar auch den letzten Kontrahenten. Im Anschluss holte der Däne mehrere Fahrer der ehemaligen Fluchtgruppe ein und passierte die Passhöhe des Col de Marie-Blanque als Fünfter mit einem Vorsprung von rund einer Minute auf Tadej Pogačar.
In der Abfahrt behauptete Jai Hindley seinen Vorsprung von rund einer Minute und gewann die Etappe nach den letzten sieben flachen Kilometern mit einem Vorsprung von 32 Sekunden. Hinter dem Australier war Jonas Vingegaard zu Giulio Ciccone, Emanuel Buchmann und Felix Gall aufgefahren, die sich jedoch nicht an der Nachführarbeit beteiligten. Im Sprint setzte sich Giulio Ciccone vor Felix Gall durch, womit Jonas Vingegaard keine Bonussekunden holte. Zudem ging vor dem Dänen eine kleine Lücke auf, sodass er mit einem Rückstand von 34 Sekunden gewertet wurde. Tadej Pogačar ließ sich nach der Abfahrt von einer kleinen Gruppe einholen in der neben dem Gesamtführenden Adam Yates (UAE Team Emirates) auch Simon Yates (Jayco AlUla), Mattias Skjelmose Jensen (Lidl-Trek), Carlos Rodríguez (Ineos Grenadiers) und David Gaudu (Groupama-FDJ) vertreten waren. Unterstützt wurden sie von mehreren Teamkollegen, ehe sie das Ziel mit einem Rückstand von einer Minute und 38 Sekunden erreichten. 19 Sekunden dahinter folgte eine Gruppe mit Ben O’Connor (AG2R Citroën), Thomas Pidcock (Ineos Grenadiers) und Romain Bardet (DSM-Firmenich). Noch mehr Zeit verloren Mikel Landa (Bahrain Victorious) und Egan Bernal (Ineos Grenadiers) mit rund drei Minuten.
Mit seinem ersten Etappensieg bei der Tour de France übernahm Jai Hindley das Gelbe Trikot von Adam Yates und lag nun 47 Sekunden vor dem Vorjahressieger Jonas Vingegaard. Auf Platz drei folgte Giulio Ciccone mit einem Rückstand von einer Minute und drei Sekunden. Weitere acht Sekunden danach folgte Emanuel Buchmann. Auf den Plätzen fünf bis zehn lagen Adam Yates, Tadej Pogačar, Simon Yates, Mattias Skjelmose Jensen, Carlos Rodriguz und David Gaudu mit Rückständen zwischen eineinhalb und zwei Minuten. Während Jasper Philipsen (Alpecin-Deceuninck) die Führung in der Punktewertung verteidigte, übernahm Felix Gall das gepunktete Trikot der Bergwertung. Tadej Pogačar führte weiterhin die Nachwuchswertung an, während das Team Jumbo-Visma an der Spitze der Mannschaftswertung lag. Alle 172 Starter erreichten das Ziel im vorgegebenen Zeitlimit, wobei Wout van Aert zum kämpferischsten Fahrer gewählt wurde.

## Ergebnis
| \| Etappenergebnis \| Etappenergebnis \| Etappenergebnis \| Etappenergebnis \| Etappenergebnis \| \| Fahrer \| Fahrer \| Land \| Team \| Zeit \| \| --------------- \| ---------------------- \| --------------- \| ----------------- \| --------------- \| \| 1. \| Jai Hindley \| Australien \| Bora-Hansgrohe \| 3 h 57 min 07 s \| \| 2. \| Giulio Ciccone \| Italien \| Lidl-Trek \| + 32 s \| \| 3. \| Felix Gall \| Österreich \| AG2R Citroën Team \| + 32 s \| \| 4. \| Emanuel Buchmann \| Deutschland \| Bora-Hansgrohe \| + 32 s \| \| 5. \| Jonas Vingegaard \| Dänemark \| Jumbo-Visma \| + 34 s \| \| 6. \| Mattias Skjelmose \| Dänemark \| Lidl-Trek \| + 1 min 38 s \| \| 7. \| Daniel Felipe Martínez \| Kolumbien \| Ineos Grenadiers \| + 1 min 38 s \| \| 8. \| Tadej Pogačar \| Slowenien \| UAE Team Emirates \| + 1 min 38 s \| \| 9. \| David Gaudu \| Frankreich \| Groupama-FDJ \| + 1 min 38 s \| \| 10. \| Carlos Rodríguez \| Spanien \| Ineos Grenadiers \| + 1 min 38 s \| |                        |             |                   |                 |
| |                        |             |                   |                 |
| Quelle: ProCyclingStats |                        |             |                   |                 |
| Etappenergebnis |                        |             |                   |                 |
| Fahrer | Fahrer                 | Land        | Team              | Zeit            |
| 1. | Jai Hindley            | Australien  | Bora-Hansgrohe    | 3 h 57 min 07 s |
| 2. | Giulio Ciccone         | Italien     | Lidl-Trek         | + 32 s          |
| 3. | Felix Gall             | Österreich  | AG2R Citroën Team | + 32 s          |
| 4. | Emanuel Buchmann       | Deutschland | Bora-Hansgrohe    | + 32 s          |
| 5. | Jonas Vingegaard       | Dänemark    | Jumbo-Visma       | + 34 s          |
| 6. | Mattias Skjelmose      | Dänemark    | Lidl-Trek         | + 1 min 38 s    |
| 7. | Daniel Felipe Martínez | Kolumbien   | Ineos Grenadiers  | + 1 min 38 s    |
| 8. | Tadej Pogačar          | Slowenien   | UAE Team Emirates | + 1 min 38 s    |
| 9. | David Gaudu            | Frankreich  | Groupama-FDJ      | + 1 min 38 s    |
| 10. | Carlos Rodríguez       | Spanien     | Ineos Grenadiers  | + 1 min 38 s    |

## Gesamtstände
| \| Gesamtwertung \| Gesamtwertung \| Gesamtwertung \| Gesamtwertung \| Gesamtwertung \| \| Fahrer \| Fahrer \| Land \| Team \| Zeit \| \| ------------- \| ----------------- \| ---------------------- \| ----------------- \| ---------------- \| \| 1. \| Jai Hindley \| Australien \| Bora-Hansgrohe \| 22 h 15 min 12 s \| \| 2. \| Jonas Vingegaard \| Dänemark \| Jumbo-Visma \| + 47 s \| \| 3. \| Giulio Ciccone \| Italien \| Lidl-Trek \| + 1 min 03 s \| \| 4. \| Emanuel Buchmann \| Deutschland \| Bora-Hansgrohe \| + 1 min 11 s \| \| 5. \| Adam Yates \| Vereinigtes Königreich \| UAE Team Emirates \| + 1 min 34 s \| \| 6. \| Tadej Pogačar \| Slowenien \| UAE Team Emirates \| + 1 min 40 s \| \| 7. \| Simon Yates \| Vereinigtes Königreich \| Team Jayco AlUla \| + 1 min 40 s \| \| 8. \| Mattias Skjelmose \| Dänemark \| Lidl-Trek \| + 1 min 56 s \| \| 9. \| Carlos Rodríguez \| Spanien \| Ineos Grenadiers \| + 1 min 56 s \| \| 10. \| David Gaudu \| Frankreich \| Groupama-FDJ \| + 1 min 56 s \| |                   |                        |                   |                  |
| |                   |                        |                   |                  |
| Quelle: ProCyclingStats |                   |                        |                   |                  |
| Gesamtwertung |                   |                        |                   |                  |
| Fahrer | Fahrer            | Land                   | Team              | Zeit             |
| 1. | Jai Hindley       | Australien             | Bora-Hansgrohe    | 22 h 15 min 12 s |
| 2. | Jonas Vingegaard  | Dänemark               | Jumbo-Visma       | + 47 s           |
| 3. | Giulio Ciccone    | Italien                | Lidl-Trek         | + 1 min 03 s     |
| 4. | Emanuel Buchmann  | Deutschland            | Bora-Hansgrohe    | + 1 min 11 s     |
| 5. | Adam Yates        | Vereinigtes Königreich | UAE Team Emirates | + 1 min 34 s     |
| 6. | Tadej Pogačar     | Slowenien              | UAE Team Emirates | + 1 min 40 s     |
| 7. | Simon Yates       | Vereinigtes Königreich | Team Jayco AlUla  | + 1 min 40 s     |
| 8. | Mattias Skjelmose | Dänemark               | Lidl-Trek         | + 1 min 56 s     |
| 9. | Carlos Rodríguez  | Spanien                | Ineos Grenadiers  | + 1 min 56 s     |
| 10. | David Gaudu       | Frankreich             | Groupama-FDJ      | + 1 min 56 s     |

| Punktewertung | Punktewertung    | Punktewertung          | Punktewertung         | Punktewertung |
| Fahrer        | Fahrer           | Land                   | Team                  | Punkte        |
| ------------- | ---------------- | ---------------------- | --------------------- | ------------- |
| 1.            | Jasper Philipsen | Belgien                | Alpecin-Deceuninck    | 150 P.        |
| 2.            | Bryan Coquard    | Frankreich             | Cofidis               | 84 P.         |
| 3.            | Victor Lafay     | Frankreich             | Cofidis               | 80 P.         |
| 4.            | Mads Pedersen    | Dänemark               | Lidl-Trek             | 76 P.         |
| 5.            | Wout van Aert    | Belgien                | Jumbo-Visma           | 75 P.         |
| 6.            | Caleb Ewan       | Australien             | Lotto Dstny           | 73 P.         |
| 7.            | Mark Cavendish   | Vereinigtes Königreich | Astana Qazaqstan Team | 62 P.         |
| 8.            | Tadej Pogačar    | Slowenien              | UAE Team Emirates     | 50 P.         |
| 9.            | Jordi Meeus      | Belgien                | Bora-Hansgrohe        | 44 P.         |
| 10.           | Jai Hindley      | Australien             | Bora-Hansgrohe        | 41 P.         |

| Bergwertung | Bergwertung            | Bergwertung        | Bergwertung           | Bergwertung |
| Fahrer      | Fahrer                 | Land               | Team                  | Punkte      |
| ----------- | ---------------------- | ------------------ | --------------------- | ----------- |
| 1.          | Felix Gall             | Österreich         | AG2R Citroën Team     | 28 P.       |
| 2.          | Giulio Ciccone         | Italien            | Lidl-Trek             | 19 P.       |
| 3.          | Jai Hindley            | Australien         | Bora-Hansgrohe        | 18 P.       |
| 4.          | Neilson Powless        | Vereinigte Staaten | EF Education-EasyPost | 18 P.       |
| 5.          | Daniel Felipe Martínez | Kolumbien          | Ineos Grenadiers      | 15 P.       |
| 6.          | Emanuel Buchmann       | Deutschland        | Bora-Hansgrohe        | 14 P.       |
| 7.          | Krists Neilands        | Lettland           | Israel-Premier Tech   | 8 P.        |
| 8.          | Tadej Pogačar          | Slowenien          | UAE Team Emirates     | 7 P.        |
| 9.          | Jonas Vingegaard       | Dänemark           | Jumbo-Visma           | 6 P.        |
| 10.         | Jack Haig              | Australien         | Bahrain Victorious    | 5 P.        |

| Nachwuchswertung | Nachwuchswertung           | Nachwuchswertung       | Nachwuchswertung       | Nachwuchswertung |
| Fahrer           | Fahrer                     | Land                   | Team                   | Zeit             |
| ---------------- | -------------------------- | ---------------------- | ---------------------- | ---------------- |
| 1.               | Tadej Pogačar              | Slowenien              | UAE Team Emirates      | 22 h 16 min 52 s |
| 2.               | Mattias Skjelmose          | Dänemark               | Lidl-Trek              | + 16 s           |
| 3.               | Carlos Rodríguez           | Spanien                | Ineos Grenadiers       | + 16 s           |
| 4.               | Thomas Pidcock             | Vereinigtes Königreich | Ineos Grenadiers       | + 56 s           |
| 5.               | Felix Gall                 | Österreich             | AG2R Citroën Team      | + 4 min 22 s     |
| 6.               | Matthew Dinham             | Australien             | Team DSM-Firmenich     | + 16 min 46 s    |
| 7.               | Mathieu Burgaudeau         | Frankreich             | TotalEnergies          | + 19 min 12 s    |
| 8.               | Tobias Halland Johannessen | Norwegen               | Uno-X Pro Cycling Team | + 19 min 48 s    |
| 9.               | Matteo Jorgenson           | Vereinigte Staaten     | Movistar Team          | + 21 min 32 s    |
| 10.              | Maxim Van Gils             | Belgien                | Lotto Dstny            | + 26 min 47 s    |

| Mannschaftswertung | Mannschaftswertung  | Mannschaftswertung           | Mannschaftswertung |
| Team               | Team                | Land                         | Zeit               |
| ------------------ | ------------------- | ---------------------------- | ------------------ |
| 1.                 | Jumbo-Visma         | Niederlande                  | 66 h 50 min 39 s   |
| 2.                 | Ineos Grenadiers    | Vereinigtes Königreich       | + 1 min 46 s       |
| 3.                 | Lidl-Trek           | Vereinigte Staaten           | + 3 min 24 s       |
| 4.                 | Bahrain Victorious  | Bahrain                      | + 4 min 01 s       |
| 5.                 | Groupama-FDJ        | Frankreich                   | + 6 min 15 s       |
| 6.                 | AG2R Citroën Team   | Frankreich                   | + 10 min 24 s      |
| 7.                 | UAE Team Emirates   | Vereinigte Arabische Emirate | + 11 min 22 s      |
| 8.                 | Bora-Hansgrohe      | Deutschland                  | + 13 min 23 s      |
| 9.                 | Israel-Premier Tech | Israel                       | + 17 min 08 s      |
| 10.                | Team DSM-Firmenich  | Niederlande                  | + 25 min 22 s      |

## Ausgeschiedene Fahrer
- Luis León Sánchez (Astana Qazaqstan Team): wegen Schlüsselbeinbruch nicht gestartet
- Jacopo Guarnieri (Lotto Dstny): wegen Schlüsselbeinbruch und drei Rippenbrüchen nicht gestartet[4]